# Модано, Майк
Майкл Томас (Майк) Мода́но-младший (англ. Michael Thomas Modano, Jr.; род. 7 июня 1970, Ливония, Мичиган, США) — американский хоккеист, центральный нападающий, рекордсмен среди игроков НХЛ, родившихся в США, по количеству забитых шайб (561 гол) и набранных очков, как в регулярных сезонах (1374 очка), так и в плей-офф (145). Модано провёл в НХЛ двадцать один сезон, четыре из которых — в составе команды «Миннесота Норт Старз», шестнадцать в составе «Даллас Старз» и один в составе «Детройт Ред Уингз». В 1999 году в составе «Старз» Модано стал обладателем Кубка Стэнли. Сыграл в восьми Матчах всех звезд НХЛ. В 2012 году избран в Зал славы хоккея США, в 2014 в Зал хоккейной славы.
11 раз представлял сборную США, включая зимние Олимпийские игры 2002 и 2006 годов. В составе сборной США завоевал кубок мира по хоккею 1996 года и серебряную медаль на зимних Олимпийских играх 2002 года.

## Игровая карьера в НХЛ

### «Миннесота Норт Старз» (1989—1993)
Майк Модано был выбран на драфте НХЛ 1988 года под первым номером командой «Миннесота Норт Старз». В НХЛ дебютировал в сезоне 1989/90 годов, причём по окончании сезона считался главным претендентом на Колдер Трофи, но награда досталась Сергею Макарову из СССР. На следующий год Майк с партнерами по команде добрался до финала Кубка Стэнли, правда там «северные звёзды» проиграли «Питтсбург Пингвинз», в составе которых блистали Марио Лемьё, Брайан Тротье и Яромир Ягр. Тем не менее, развить успех в следующем сезоне не вышло, а через год команда вообще не попала в плей-офф. В сезоне 1992/93 Модано сыграл в своём первом Матче всех звёзд НХЛ, прошедшем в Монреале.

### «Даллас Старз» (1993—2010)
Летом[1993 года команда переехала в Техас и сменила название на «Даллас Старз». В сезоне 1996/97 Модано стал вторым в НХЛ по показателю плюс/минус, с результатом +43, уступив лишь Джону Леклеру, набравшему +44. В сезоне 1997/98 Модано долго лидировал в споре бомбардиров НХЛ и был признан самым ценным игроком первой половины чемпионата, но получил серьёзную травму колена после грязного силового приёма Брайана Марчмента в матче с «Эдмонтоном», и остаток сезона получился для него скомканным. Тем не менее, «Далласу», потерявшему из-за травм многих своих лидеров, удалось выиграть Кубок Президента по итогам регулярного чемпионата и дойти до финала конференции в плей-офф, и лишь там они уступили будущему чемпиону «Детройту» в шести играх. В следующем сезоне «Даллас» второй раз подряд взял Кубок Президента. В Матче всех звёзд НХЛ 1999 года Модано набрал 4 (1+3) очка и должен был стать MVP матча, но организаторы решили отдать приз легендарному Уэйну Гретцки (2+0), проводившему свой последний сезон в карьере. Наконец именно в этом сезоне 1998/1999 Майк выиграл свой единственный Кубок Стэнли. Модано стал самым результативным игроком команды в плей-офф, набрав 23 (5+18) очка. В частности на счету Майка победный гол в серии второго раунда с «Сент-Луис Блюз» . В финальной серии Модано голами не отметился, но тем не менее именно с его передач были забит победный гол Брэттом Халлом в ворота «Баффало». Последние игры плей-офф Модано доигрывал со сломанным запястьем. В следующем сезоне «Даллас» вновь вышел в финал Кубка Стэнли, но уступил «Нью-Джерси» в 6 играх. В пятой игре финальной серии, ставшей третьей по продолжительности за всю историю финалов Кубка Стэнли, Модано забил гол в третьем овертайме, а Даллас выиграл 1-0. Всего в плей-офф сезона 1999/00 Майк набрал 23 (10+13) очка, уступив только Бретту Халлу по этому показателю.
В сезоне 2003/04 Майк Модано, после ухода Дериана Хэтчера в Детройт, становится капитаном «Даллас Старз». 17 марта 2007 года в матче с «Нэшвиллом» Модано сделал дубль, забив, таким образом, свои 502-ю и 503-ю шайбы в карьере (Джо Маллен завершил карьеру в 1997 году с 502 шайбами) и установив новый рекорд среди игроков-уроженцев США (Бретт Халл, забивший 741 гол и набравший 1391 очко, хоть и выступал за сборную США, родился в Канаде, а его отец Бобби Халл и дядя Деннис Халл защищали цвета сборной Канады) по числу шайб, заброшенных в НХЛ. 7 ноября 2007 года Модано вновь сделал дубль в игре с «Сан-Хосе», набрав 1232-е и 1233-е очко в карьере и став самым результативным игроком-уроженцем США в НХЛ (предыдущее достижение, 1232 очка, удерживал Фил Хаусли). Второй гол Майк забил Евгению Набокову когда «Даллас» играл в меньшинстве. В сезоне 2008/09 Модано в последний раз сыграл в Матче всех звёзд НХЛ, который, как и его первый, прошёл в Монреале.
Сезон 2009/10 стал для Майка последним в «Далласе», его контракт с клубом заканчивался. Всего за «Даллас» и «Миннесоту» Модано провёл 1459 матчей, в которых набрал 1359 (557+802) очков, являясь рекордсменом клуба по всем этим показателям. Последний матч в Далласе 8 апреля 2010 года команда проводила с «Анахаймом» и уступала со счётом 1-2 в конце третьего периода. На экране стадиона показали клип с подборкой лучших моментов с участием Модано за его карьеру, зрители устроили ему овацию, поднимали плакаты с просьбами не завершать карьеру. Спустя несколько минут Майк забил гол, сравняв счёт, а в серии послематчевых буллитов забил победную шайбу. С 2 (1+1) очками он был признан лучшим игроком матча. Последний же матч сезона «Даллас» играл на выезде в Миннесоте — там, где Модано начинал свою карьеру. Майк не смог набрать очков в этом матче, но снова был признан первой звездой встречи. Попрощаться с болельщиками Модано выехал на лёд в форме «Миннесоты Норт Старз». Возможно, это было бы очень красивым завершением карьеры, но Майк решил иначе. Несмотря на то, что «Даллас» не предложил ему новый контракт, Модано объявил, что ещё не готов повесить коньки на гвоздь и, возможно, продолжит карьеру в другом клубе.

### «Детройт Ред Уингз» (2010—2011)
5 августа 2010 года Модано подписал однолетний контракт с «Детройт Ред Уингз».
В апреле 2011 года Майк Модано сообщил, что намерен завершить карьеру по окончании сезона 2010/2011 из-за травмы запястья.

### Возвращение в Даллас
В сентябре 2011 года было объявлено, что «Даллас» и Модано подписали символическое соглашение на один день и на сумму в 999,999 долларов. На такой достаточно распространённый в американском профессиональном спорте шаг руководство команды пошло для того, чтобы выразить своё уважение игроку, отдавшему франчайзу более 20 лет.
О подписании контракта было объявлено на специальной пресс-конференции, сразу по окончании которой Модано направил в Лигу документы о завершении своей карьеры.

### Сборная США
Майк Модано выступал за сборную США на Кубке Канады в 1991 году (поражение в финале от Канады), Кубке мира в 1996 году (победа в финале над Канадой) и 2004 году (поражение в полуфинале от Финляндии), а также на Зимних Олимпийских играх 1998 (поражение в 1/4 финала от Чехии), 2002 (серебро, поражение в финале от Канады) и 2006 (поражение в 1/4 финала от Финляндии) годов. В 2006 году был капитаном сборной.

## Послеигровая карьера
Жизнь Модано после завершения игровой карьеры осталась тесно связанной с Далласом. Ещё в 2008 он вместе со своим напарником по звену Бреттом Халлом открыл ресторанчик Hully & Mo Restaurant and Tap Room. В 2012 году Модано стал одним из совладельцев из аффилированных «Далласу» команд из Центральной Хоккейной Лиги «Аллен Американс». В начале 2013 года Модано присоединился к руководящему составу «Далласа» на должности советника по работе с VIP-спонсорами.

## Признание заслуг
В 2013 году, в год 20-летия франчайза «Даллас Старз», Модано был избран болельщиками «Далласа» в символическую сборную команды всех времён. Модано, до сих пор обладающий многочисленными рекордами среди игроков «Далласа», так и среди американских хоккеистов, получил место в первой тройке этой символической сборной.
8 марта 2014 года свитер с номером 9, под которым Модано выступал в «Далласе», был поднят под своды домашней арены команды на специальной церемонии и выведен из обращения в клубе.
Майк Модано был введен в несколько Залов хоккейной славы. В 2012-м году его ввели в Зал славы американского хоккея. 23 июня 2014 года Модано был избран в Зал хоккейной славы. В мае 2019 года Модано ввели в Зал Славы Международной федерации хоккея

## Личная жизнь
C 2007 по 2012 год хоккеист был женат на актрисе Уилле Форд. В сентябре 2013 года Майк Модано женился на известной гольфистке Эллисон Микелетти. В июле 2014 года у пары родились близнецы.

## Награды и достижения
- Обладатель Кубка Стэнли (1999)
- Финалист Кубка Стэнли (1991, 2000)
- Участник матчей всех звёзд НХЛ (1993, 1998, 1999, 2000, 2003, 2004, 2009)
- Включён во вторую символическую сборную звёзд НХЛ (2000)
- Финалист Кубка Канады (1991)
- Обладатель Кубка мира (1996)
- Серебряный призёр Олимпиады-2002
- Член Зала хоккейной славы (с 2014 г.)

## Статистика
| 1985-86     | «Детройт Компьюуэйр»    | МНХЛ        | 69   | 66  | 65  | 131  | 32  | —   | —  | —  | —   | —   |
| 1986-87     | «Принс-Альберт Рейдерз» | ВХЛ         | 70   | 32  | 30  | 62   | 96  | 8   | 1  | 4  | 5   | 4   |
| 1987-88     | «Принс-Альберт Рейдерз» | ВХЛ         | 65   | 47  | 80  | 127  | 80  | 9   | 7  | 11 | 18  | 18  |
| 1988-89     | «Принс-Альберт Рейдерз» | ВХЛ         | 41   | 39  | 66  | 105  | 74  | —   | —  | —  | —   | —   |
| 1989-90     | «Миннесота Норт Старз»  | НХЛ         | 80   | 29  | 46  | 75   | 63  | 7   | 1  | 1  | 2   | 12  |
| 1990-91     | «Миннесота Норт Старз»  | НХЛ         | 79   | 28  | 36  | 64   | 65  | 23  | 8  | 12 | 20  | 6   |
| 1991-92     | «Миннесота Норт Старз»  | НХЛ         | 76   | 33  | 44  | 77   | 46  | 7   | 3  | 2  | 5   | 4   |
| 1992-93     | «Миннесота Норт Старз»  | НХЛ         | 82   | 33  | 60  | 93   | 83  | —   | —  | —  | —   | —   |
| 1993-94     | «Даллас Старз»          | НХЛ         | 76   | 50  | 43  | 93   | 54  | 9   | 7  | 3  | 10  | 16  |
| 1994-95     | «Даллас Старз»          | НХЛ         | 30   | 12  | 17  | 29   | 8   | —   | —  | —  | —   | —   |
| 1995-96     | «Даллас Старз»          | НХЛ         | 78   | 36  | 45  | 81   | 63  | —   | —  | —  | —   | —   |
| 1996-97     | «Даллас Старз»          | НХЛ         | 80   | 35  | 48  | 83   | 42  | 7   | 4  | 1  | 5   | 0   |
| 1997-98     | «Даллас Старз»          | НХЛ         | 52   | 21  | 38  | 59   | 32  | 17  | 4  | 10 | 14  | 12  |
| 1998-99     | «Даллас Старз»          | НХЛ         | 77   | 34  | 47  | 81   | 44  | 23  | 5  | 18 | 23  | 16  |
| 1999-00     | «Даллас Старз»          | НХЛ         | 77   | 38  | 43  | 81   | 48  | 23  | 10 | 13 | 23  | 10  |
| 2000-01     | «Даллас Старз»          | НХЛ         | 81   | 33  | 51  | 84   | 52  | 9   | 3  | 4  | 7   | 0   |
| 2001-02     | «Даллас Старз»          | НХЛ         | 78   | 34  | 43  | 77   | 38  | —   | —  | —  | —   | —   |
| 2002-03     | «Даллас Старз»          | НХЛ         | 79   | 28  | 57  | 85   | 30  | 12  | 5  | 10 | 15  | 4   |
| 2003-04     | «Даллас Старз»          | НХЛ         | 76   | 14  | 30  | 44   | 46  | 5   | 1  | 2  | 3   | 8   |
| 2005-06     | «Даллас Старз»          | НХЛ         | 78   | 27  | 50  | 77   | 58  | 5   | 1  | 3  | 4   | 4   |
| 2006-07     | «Даллас Старз»          | НХЛ         | 59   | 22  | 21  | 43   | 34  | 7   | 1  | 1  | 2   | 4   |
| 2007-08     | «Даллас Старз»          | НХЛ         | 82   | 21  | 36  | 57   | 48  | 18  | 5  | 7  | 12  | 22  |
| 2008-09     | «Даллас Старз»          | НХЛ         | 80   | 15  | 31  | 46   | 46  | —   | —  | —  | —   | —   |
| 2009-10     | «Даллас Старз»          | НХЛ         | 59   | 14  | 16  | 30   | 22  | —   | —  | —  | —   | —   |
| 2010-11     | «Детройт Ред Уингз»     | НХЛ         | 40   | 4   | 11  | 15   | 8   | 2   | 0  | 1  | 1   | 0   |
| Итого в ВХЛ | Итого в ВХЛ             | Итого в ВХЛ | 176  | 118 | 176 | 294  | 250 | 17  | 8  | 15 | 23  | 22  |
| Итого в НХЛ | Итого в НХЛ             | Итого в НХЛ | 1499 | 561 | 813 | 1374 | 926 | 176 | 58 | 88 | 146 | 128 |